# Reggimento di fanteria alemanna Rehbinder
Il Reggimento Rehbinder è stato un reggimento di fanteria alemanna che fece parte dell'Armata sabauda del Ducato di Savoia e del Regno di Sardegna nel XVIII secolo.

## Storia del Reggimento
Nel marzo 1711 il duca di Savoia Vittorio Amedeo II firmò una convenzione con il duca del Württemberg per levare un nuovo reggimento di fanteria. Il neonato reggimento venne denominato Rehbinder, dal nome del suo colonnello comandante, il barone Bernhard Otto von Rehbinder (1662–1742), che aveva curato le trattative col duca. 
Il reggimento partecipò sia alle ultime fasi della guerra di successione spagnola, che alla guerra di successione polacca. Fu tuttavia durante la guerra di successione austriaca (1741-1748), sotto il re di Sardegna Carlo Emanuele III, che il Rehbinder svolse un ruolo da protagonista, soprattutto in virtù delle abilità strategiche del suo colonnello comandante effettivo, il barone Carlo Sigismondo Federico Guglielmo Von Leutrum, celeberrimo anche presso la popolazione civile col soprannome popolare di Barôn Litrôn.
Nell'ordine, queste le maggiori imprese del reggimento dal 1741 al 1748: marcia su Parma e Piacenza, campagna di Savoia, battaglia di Camposanto, battaglia di Castel Delfino (Val Varaita), Villefranche sur Mer, Oneglia, Val Varaita, Madonna dell'Olmo (Cuneo), Asti e Alessandria, Provenza, Oneglia.
Fino al 1743 il Reggimento Rehbinder ebbe il privilegio (unico al pari del Reggimento guardie) di portare la spada in un'epoca in cui, per ristrettezze economiche, tutta la fanteria sabauda ne era ormai sprovvista.
Nel dicembre 1743, in seguito alla morte del vecchio maresciallo Rehbinder, il reggimento fu rinominato Reggimento Bourgsdorff. Nel gennaio 1749 cambiò nuovamente nome in Reggimento Leutrum.
Il 19 maggio 1755, alla morte del generale Leutrum, il reggimento fu trasferito a Cuneo, città della quale Leutrum era divenuto Governatore, al fine di rendere gli onori al suo comandante. Il reggimento scortò il feretro del Barôn Litrôn fino al tempio valdese del Ciabàs, nella Valle di Luserna San Giovanni, dove Leutrum fu sepolto in ossequio alle sue ultime volontà.
Nel 1774, in seguito alla riforma di Vittorio Amedeo III, il Reggimento Leutrum confluì nel Reggimento Real Alemanno al pari di tutti gli altri reggimenti di origine alemanna. Fu infine sciolto dal giuramento di fedeltà nel 1798 in seguito all'armistizio di Cherasco (1796).

## Bandiera

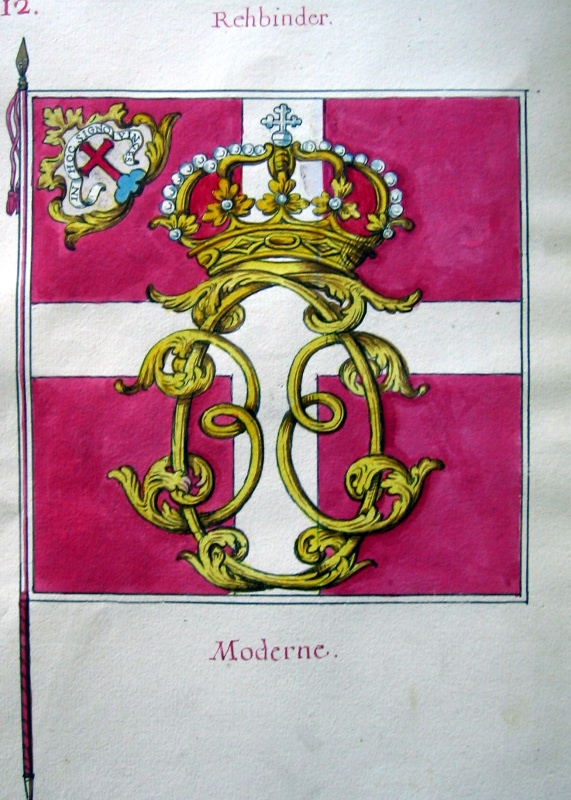
Immagine della bandiera del Reggimento Rehbinder nell'anno 1744 tratta da una miniatura d'epoca.

La bandiera del Reggimento Rehbinder, così come gran parte delle bandiere reggimentali dell'armata sabauda, era un'integrazione del vessillo del Ducato di Savoia (croce bianca su sfondo rosso). Alla bandiera ducale, contornata da un bordo bianco, erano sovrapposte le insegne del baronato di Rehbinder, sormontate da una corona ingemmata di perle. Nel primo cantone vi era un florilegio di forma approssimativamente triangolare, collocato in diagonale con un'inclinazione di 45 gradi in senso antiorario, recante una croce cristiana rossa retta da un monte trilobato azzurro su sfondo bianco, circondata da un cartiglio anch'esso bianco e recante in nero in caratteri maiuscoli il celebre motto costantiniano "In hoc signo vinces". L'asta era dipinta in rosso, avvolta all'impugnatura in nastro rosso, e decorata alla lancia con cordellini parimenti in colore rosso.

## Uniforme

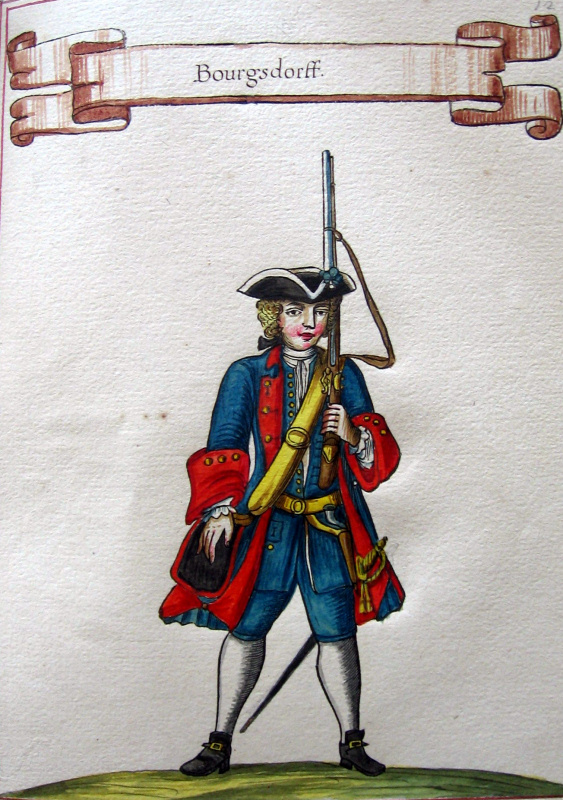
L'uniforme del Reggimento Rehbinder, in quel momento denominato Bourgsdorff, ritratta in una miniatura del 1744.

Il giustacorpo del Reggimento Rehbinder era di panno blu scuro, con paramani, risvolti, colletto e fodera rossi, e con bottoni d'ottone. La veste ed i pantaloni erano parimenti di colore blu, ma con fodera bianca. Il colletto aveva sagoma "alla prussiana". Il giustacorpo era munito di ampi risvolti rossi sul petto aventi funzione prevalentemente decorativa, ma che potevano anche essere abbottonati in caso di freddo particolarmente pungente. Le falde del giustacorpo, tenute inizialmente aperte, vennero in seguito raccolte a formare due punte laterali in ossequio alla moda dell'epoca. Il copricapo era un tricorno di panno nero, con bordatura bianca e ganzetta blu. La gibeciére (giberna) era di pelle nera bordata di rosso, sostenuta da una bandoliera in cuoio molto ampia. Fino al 1743 i fanti del reggimento erano equipaggiati, oltre che di fucile ad avancarica e baionetta, di una spada diritta.

## Rievocazione storico-militare

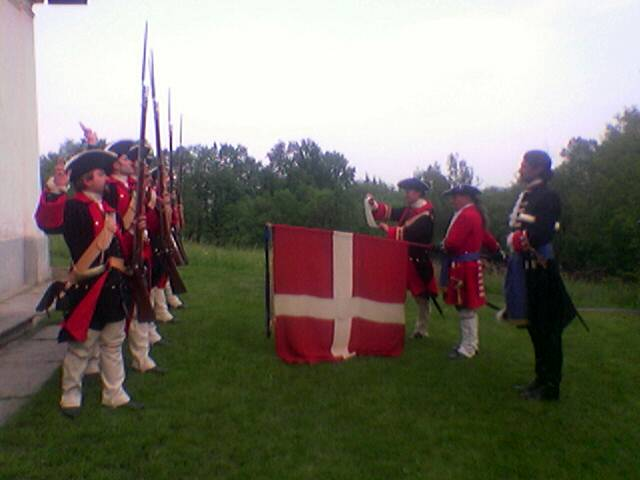
Il Gruppo storico Rehbinder rievoca la cerimonia del giuramento sulla bandiera del Ducato presso la cappella del Ciabàs, luogo di sepoltura di Guglielmo Leutrum.

Nell'anno 2005 un gruppo di cittadini torinesi aderenti all'Associazione Baron Litron ha fondato il "Gruppo storico Reggimento di fanteria alemanna Rehbinder anno 1743, in memoria di Carlo Sigismondo Federico Guglielmo di Leutrum", ricostruendo con cura filologica l'uniforme, la buffetteria e l'armamento del Reggimento nell'autunno del 1743 quando, ancora vivo il maresciallo Rehbinder, il reggimento aveva il privilegio di portare ancora la spada al pari del Reggimento guardie. 
In data 19 maggio 2005, alla presenza del generale Guido Amoretti ed a 250 anni dalla morte di Leutrum, il Gruppo storico Rehbinder ha rievocato la cerimonia di giuramento alla bandiera presso la cappella del Ciabàs in Val Luserna, dando lettura del testo in lingua francese e tedesca ritrovato negli archivi storici con cui nel marzo del 1711 giurò nelle mani del duca Vittorio Amedeo II. L'evento è stato preceduto da una giornata di seminari e studi sulla storia militare del XVIII secolo e sulla figura di Leutrum organizzata in collaborazione con la Chiesa evangelica valdese di Luserna San Giovanni.
Il Reggimento Rehbinder è attualmente parte del Gruppo storico Armata del duca, ed è associato all'Unione dei gruppi storico-militari europei.